# Rio Sepik
Percurso do Sepik
Rio Sepik é o maior rio em extensão e segundo maior em volume da ilha de Nova Guiné, situado no nordeste da ilha. Tem cerca de 1120 km de comprimento. Praticamente todo o seu percurso está na Papua-Nova Guiné, e uma pequeníssima parte na parte ocidental da ilha, na província de Irian Jaya, Indonésia.
O Sepik oferece uma grande diversidade de paisagens e de ecossistemas ao longo do seu percurso incluindo pântanos, florestas tropicais, e zonas montanhosas. Biologicamente o rio representa a maior grande zona úmida não contaminada da região Ásia-Pacífico.
O explorador Otto Finsch chamou-lhe Kaiserin Augusta quando andou pela região.